# Chase Budinger
Chase Andrew Budinger (* 22. Mai 1988 in Encinitas, Kalifornien) ist ein ehemaliger US-amerikanischer Basketball- und heutiger professioneller Beachvolleyballspieler.

## Basketballkarriere

### College
Budinger bekam viele Angebote von anderen Collegeteams wie UCLA und USC, entschied sich dann aber, für die University of Arizona zu spielen. In seiner Freshman-Saison startete er alle 30 Spiele und verbuchte 15,6 Punkte pro Spiel. Zum Abschluss dieser Spielzeit gab Budinger bekannt, dass er in seiner Sophomore-Saison bei Arizona bleiben würde, obwohl es Spekulationen gab, dass er schon vor Abschluss des Colleges in die NBA wechseln würde. Trotzdem erklärte er in seiner Junior-Saison, dass er sich zum NBA-Draft anmelden würde. Am letzten Tag der Draft-Abmeldefrist zog er seine Bewerbung jedoch zurück und blieb zunächst in Arizona.
Nach der College-Saison 2008/09 gab er bekannt, dass er sich zum zweiten Mal zum Draft anmelden würde.

### NBA
Im NBA-Draft 2009 wurde Budinger von den Detroit Pistons an 44. Stelle ausgewählt. Diese transferierten ihn allerdings noch in derselben Nacht zu den Houston Rockets. Am 23. Februar 2011 schaffte er eine Karrierebestleistung von 30 Punkten gegen die Cleveland Cavaliers. Die Rockets gewannen das Spiel mit 124:119.
Während des NBA-Lockouts zur Saison 2011/12 unterschrieb Budinger ursprünglich einen Vertrag bei Lokomotive Kuban Krasnodar, dieser wurde jedoch nicht finalisiert, da der Lockout früher als erwartet endete.
In der verkürzten Saison 2011/12 absolvierte Budinger 58 Spiele für die Rockets und legte ähnliche Statistiken auf, wie in seinen ersten beiden Jahren. Allerdings steigerte er seine Trefferquote bei Drei-Punkt-Würfen auf 40,2 %. Beim NBA All-Star Weekend Slam Dunk Contest 2012 war Budinger einer der Teilnehmer. Obwohl die Rockets die Saison mit einer positiven Bilanz von 34 Siegen und 32 Niederlagen beendeten, verpassten sie die Play-offs.
Kurz vor dem NBA-Draft 2012 transferierten die Rockets Budinger zu den Minnesota Timberwolves, die im Gegenzug ihren 18. Pick nach Houston schickten.
Nach drei Spielzeiten in Minnesota wurde Budinger zur Saison 2015/16 an die Indiana Pacers abgegeben. Er wurde noch vor Ablauf der Spielzeit, am 5. März 2016, aus seinem Vertrag entlassen. Drei Tage später, am 8. März, unterschrieb Budinger für den Rest der Saison bei den Phoenix Suns.

### 2016 bis 2017
Im Oktober 2016 unterzeichnete er einen Vertrag bis Saisonende beim spanischen Erstligisten Baskonia Vitoria Gasteiz.

## Beachvolleyballkarriere
Seit 2018 spielt Budinger Beachvolleyball auf der US-amerikanischen AVP-Tour und der FIVB World Tour / World Beach Pro Tour, zunächst mit dem zweifachen Olympiateilnehmer Sean Rosenthal, 2019 mit Casey Patterson und 2020 mit Chaim Schalk. Nach einem erneuten Duo 2021 mit Casey Patterson startete Budinger Ende 2021 und 2022 mit Troy Field und ab 2023 mit Miles Evans. Bei den Challenge-Turnieren landeten Budinger/Evans in Saquarema auf Platz zwei, in Haikou auf Platz eins sowie in Chiang Mai auf Platz drei. Eine Saison später endeten die Challenger in Recife und Xiamen für die US-Amerikaner mit Niederlagen im kleinen Finale. Die beiden qualifizierte sich nach Viertelfinalteilnahmen bei den Elite16 in Brasilia und Espinho für den Wettbewerb bei den Olympischen Sommerspielen 2024. In Paris  wurden sie Gruppendritte, überstanden die Lucky Loser Runde durch einen Sieg gegen Hodges / Schubert, verloren jedoch in der ersten Hauptrunde gegen die Bronzemedaillengewinner A. Mol / Sørum und belegten so den geteilten neunten Rang.